# Werewolves Within
Werewolves Within är ett VR-spel från 2016, tillgängligt för PC, VR (Oculus Rift) och Playstation 4.

## Spelupplägg
Spelet utspelar sig i en medeltida fantasistad som attackeras av en varulv, och spelarna får i uppdrag att gissa vem av stadsborna som är varulven i förklädnad.

## Mottagande
MetaCritic om PS4-versionen: 76/100
GSpot = 7/10
IGN = 6.0/10
Official UK PlayStation Magazine listade det som det nionde bästa PS VR-spelet.